# Plectonotum obrieni
Plectonotum obrieni es una especie de coleóptero de la familia Cantharidae.

## Distribución geográfica
Habita en Ecuador.